# IO.SYS
IO.SYS — системный файл MS-DOS и Windows 9x. Содержит драйверы устройств (подпрограммы для работы с устройствами) для MS-DOS и код первичной настройки DOS.
Во время загрузки компьютера содержимое первого сектора загрузочного диска загружается в память и ему передаётся управление. Если это загрузочный сектор DOS, то он загружает IO.SYS в память (в разных версиях DOS детали этой процедуры отличаются) и передаёт ему управление. Затем IO.SYS:
1. Инициализирует драйверы для клавиатуры, видеоадаптера, диска, последовательного порта и т. д.
2. В MS-DOS загружает ядро DOS из MSDOS.SYS и инициализирует его. IO.SYS из комплекта Windows 9x уже содержит ядро DOS в себе, а файл MSDOS.SYS является текстовым файлом, где можно указывать настройки системы.
3. Обрабатывает файл CONFIG.SYS.
4. Загружает COMMAND.COM (или другую оболочку операционной системы, которая указана в CONFIG.SYS).
5. В Windows 9x отображает экран загрузки. Если присутствует файл Logo.sys, то для отображения заставки используется он.[2]

В клонах MS-DOS загрузочный файл с ядром системы может называться иначе. Например, в PC DOS и DR-DOS файл называется IBMBIO.COM, в FreeDOS — KERNEL.SYS.